# Кисличноцветные
Кисличноцве́тные (лат. Oxalidales) — порядок двудольных растений, распространённых по всему миру. Является одним из крупнейших порядков покрытосеменных и насчитывает по современной классификации APG IV по состоянию на декабрь 2023 года 7 семейств, 60 родов и 2 106 ботанических видов. Порядок включается в дочернюю кладу Фабиды, последовательно входящую в более крупные клады Розиды -> Суперрозиды -> Эвдикоты -> Цветковые растения.
В системе APG IV порядок входит в так называемую «кладу COM» (Celastrales, Oxalidales, Malpighiales). Положение последней в системе не вполне определено: по данным, основанным на анализе генов пластид, «клада COM» должна входить в более широкую кладу Фабиды (бывшие эврозиды I), а по результатам анализа ядерной и митохондриальной ДНК — в кладу Мальвиды (бывшие эврозиды II).

## Общее описание
Обычно деревья или кустарники; встречаются также лианы (в семействах Huaceae, Connaraceae) и травянистые растения (некоторые Oxalidaceae и насекомоядный цефалотус (Cephalotus) — единственный род семейства Cephalotaceae). Цветки кисличноцветных — обычно 4-5-членные (у цефалотуса 6-членный). Лепестки свободные, иногда сросшиеся у основания (у Brunelliaceae, Cephalotaceae и некоторых Cunoniaceae цветки безлепестные). Число тычинок вдвое превосходит число лепестков. Гипантий (если имеется) развит слабо. Семязачатки анатропные (большей частью), битегмальные, крассинуцелятные. Плоды разнообразны: коробочки, листовки, костянки, ягоды, бобы, орешки.

## Значение в жизни человека

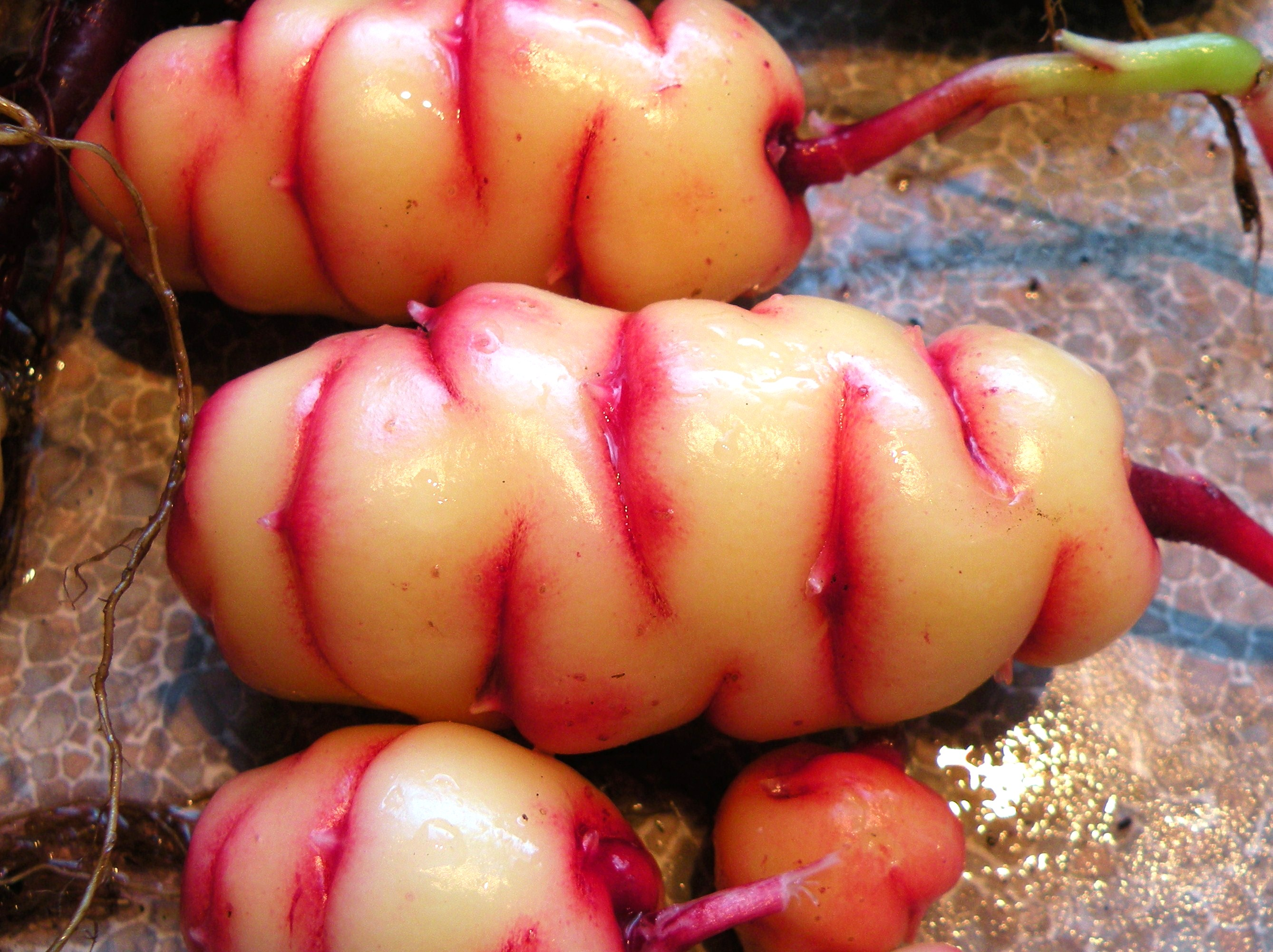
Клубни кислицы клубненосной

Кислица клубненосная (Oxalis tuberosa) издавна выращивается в странах Андского региона как культурное растение; её крахмалоносные клубни конкурируют в высокогорных районах этих стран с картофелем. Плоды некоторых кисличноцветных, в частности, билимби (Averrhoa bilimbi) и карамболы (A. carambola) из семейства кисличных, аристотелии чилийской (Aristotelia chilensis; известна как «маки») и некоторых видов рода элеокарпус (Elaeocarpus) из семейства элеокарповых также употребляют в пищу (в сыром виде, или в виде джемов, желе, компотов, сиропов).
Древесина элеокарпуса используется как строительный материал. В вагоностроительной промышленности и при производстве мебели используют лёгкую и прочную древесину растущего в Австралии цератопеталума безлепестного (Ceratopetalum apetalum; семейство кунониевых). Обладающая красивым цветом и высокой прочностью древесина кунонии капской (Cunonia capensis; то же семейство) получила в Южной Африке, где это дерево произрастает, название «красного железного дерева». Ценную древесину даёт и коннарус Ламберта (Connarus lambertii; семейство коннаровых) из Южной Америки.
Вид Калликома пильчатолистная (Callicoma serratifolia; семейство кунониевых) из Австралии нередко выращивают в оранжереях и ботанических садах как декоративное растение.

## Классификация
В системе классификации Кронквиста большинство семейств, ныне относимых к порядку Кисличноцветные, включались в порядок розоцветные (Rosales). Кисличные в этой классификации входили в порядок гераниецветных (Geraniales), элеокарповые были поделены между порядком мальвоцветных (Malvales) и истодоцветных (Polygalales), в последнем случае они относились к составу семейства тремандровых (Tremandraceae).
В состав порядка в системе APG II (2009) включались следующие семейства:
- Brunelliaceae — Брунеллиевые
- Cephalotaceae Dumort. — Цефалотовые
- Connaraceae — Коннаровые
- Cunoniaceae R.Br. — Кунониевые
- Elaeocarpaceae — Элеокарповые
- Oxalidaceae R.Br. — Кисличные

В современной системе APG IV (2016) в порядок включено 7 семейств, включая Huaceae:
1. Brunelliaceae Engl. (1897), nom. cons. — Брунеллиевые, монотипное с одним родом Брунеллия и 60 видами
2. Cephalotaceae Dumort. (1829), nom. cons. — Цефалотовые, монотипное с одним родом Цефалот и 1 видом Цефалот мешочковый
3. Connaraceae R.Br. (1818), nom. cons. — Коннаровые - 12 родов, 242 вида
4. Cunoniaceae R.Br. (1814), nom. cons. — Кунониевые - 27 родов, 337 видов
5. Elaeocarpaceae Juss. (1816), nom. cons. — Элеокарповые - 12 родов, 793 вида
6. Huaceae A.Chev. (1947) — Хуаевые - 2 рода, 5 видов
7. Oxalidaceae R.Br. (1818), nom. cons. — Кисличные - 5 родов, 660 видов

Согласно исследованию 2009 года, основанному на анализе 13 генов (4 генов из пластид, 6 из митохондрий и 3 из ядерной ДНК), филогенетические связи между семействами кисличноцветных можно представить при помощи следующей кладограммы:
|  | \| \| Brunelliaceae \| \| \| \| \| \| Cephalotaceae \| \| \| \| |
|  |                                                                 |
|  | Elaeocarpaceae                                                  |
|  |                                                                 |
|  | Brunelliaceae                                                   |
|  |                                                                 |
|  | Cephalotaceae                                                   |
|  |                                                                 |

|  | Brunelliaceae |
|  |               |
|  | Cephalotaceae |
|  |               |

|  | \| \| Brunelliaceae \| \| \| \| \| \| Cephalotaceae \| \| \| \| |
|  |                                                                 |
|  | Elaeocarpaceae                                                  |
|  |                                                                 |
|  | Brunelliaceae                                                   |
|  |                                                                 |
|  | Cephalotaceae                                                   |
|  |                                                                 |

|  | Brunelliaceae |
|  |               |
|  | Cephalotaceae |
|  |               |

|  | Oxalidaceae |
|  |             |
|  | Connaraceae |
|  |             |

|  | \| \| Brunelliaceae \| \| \| \| \| \| Cephalotaceae \| \| \| \| |
|  |                                                                 |
|  | Elaeocarpaceae                                                  |
|  |                                                                 |
|  | Brunelliaceae                                                   |
|  |                                                                 |
|  | Cephalotaceae                                                   |
|  |                                                                 |

|  | Brunelliaceae |
|  |               |
|  | Cephalotaceae |
|  |               |

|  | \| \| Brunelliaceae \| \| \| \| \| \| Cephalotaceae \| \| \| \| |
|  |                                                                 |
|  | Elaeocarpaceae                                                  |
|  |                                                                 |
|  | Brunelliaceae                                                   |
|  |                                                                 |
|  | Cephalotaceae                                                   |
|  |                                                                 |

|  | Brunelliaceae |
|  |               |
|  | Cephalotaceae |
|  |               |

|  | Oxalidaceae |
|  |             |
|  | Connaraceae |
|  |             |

### Таксономическое положение[3]
- Oxalidales Bercht. & J. Presl, 1820, Prir. Rostlin 221

Порядок Кисличноцветные включается в дочернюю кладу Фабиды, последовательно входящую в более крупные клады Розиды -> Суперрозиды -> Эвдикоты -> Цветковые растения. Таксономическая схема в соответствии с Системой APG IV по состоянию на декабрь 2023 года:
|  |                          |  |                                   | порядок Кисличноцветные |  | 7 семейств |  | 60 родов |  | 2 106 видов |
|  |                          |  |                                   | порядок Кисличноцветные |  | 7 семейств |  | 60 родов |  | 2 106 видов |
|  | клада Цветковые растения |  |                                   |                         |  |            |  |          |  |             |
|  |                          |  |                                   |                         |  |            |  |          |  |             |
|  |                          |  | ещё 63 порядка цветковых растений |                         |  |            |  |          |  |             |
|  |                          |  |                                   |                         |  |            |  |          |  |             |